# Hellbachtal

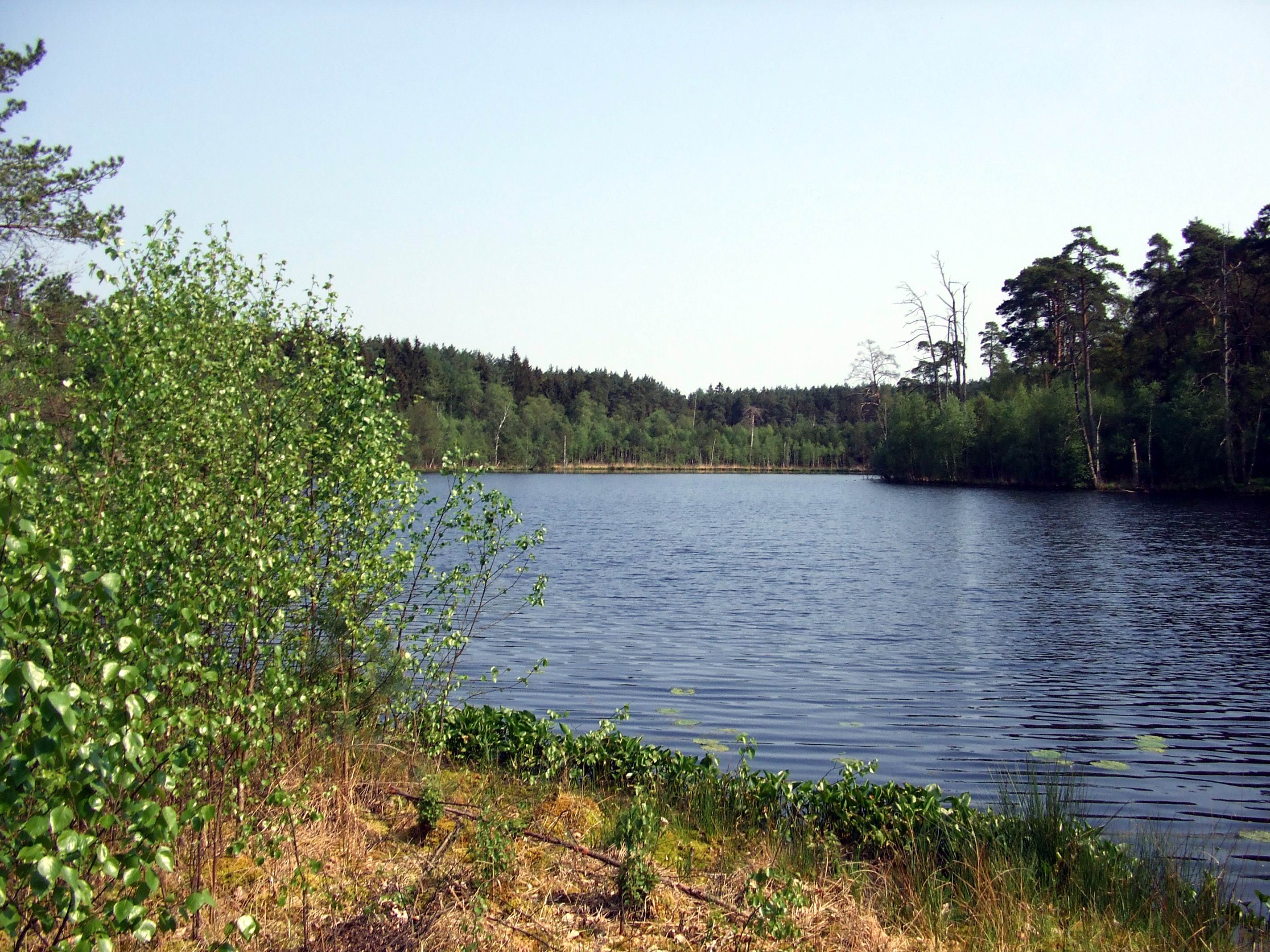
Schwarzsee im Hellbachtal

Das Hellbachtal in der Nähe von Mölln ist einer der wertvollsten Bestandteile des Naturparks Lauenburgische Seen in Schleswig-Holstein. Das Naturschutzgebiet ist rund 157 ha groß und umfasst die Tal- und Talrandbereiche des Hellbaches, Lottbaches und Mühlenbaches vom Südteil des Drüsensees im Norden bis zur Gudower Mühle im Süden. Eingeschlossen in das Naturschutzgebiet sind der Lottsee, Krebssee und Schwarzsee.
Das Tal des Baches liegt innerhalb des geologisch sehr jungen Sandergebiets, das den Gletschern der Weichsel-Eiszeit vorgelagert war. Der Bach durchfloss hier eine rund 20 bis 30 m tiefe Rinne, die zahlreiche Seen umfasst und sich deutlich von der das Tal umgebenden Landschaft unterscheidet. Dieser Einschnitt beginnt bei Gudow am Sarnekower See und endet bei Mölln, wo er in ein breites Tal mit dem Drüsensee und dem Lütauer See einmündet.
Das Hellbachtal entstand durch einen frühen Vorstoß von Gletschern. Ein unter dem Eis liegender Schmelzwasserabfluss hatte sich tief in den Boden eingegraben und eine subglaziale Schmelzwasserrinne geschaffen, ein sogenanntes Tunneltal. Durch die vergleichsweise langsame Abtauzeit des Mölln-Gudower-Gletschers wurde das Tal nicht von den Sandern des späteren Ratzeburger Gletschers verschüttet. Die Toteisblöcke des alten Gletschers wurden zwar von den Sandern bedeckt, gaben aber, nachdem sie geschmolzen waren, den alten Talboden wieder frei.
Die drei im Tal liegenden kleinen Seen, Schwarzsee, Lottsee und Krebssee, sind Überbleibsel sogenannter Strudellöcher, die auch als Kolke bezeichnet werden. Die Kolke befanden sich im Strom des eiszeitlichen Tunneltals.
Die anmoorige Talniederung bietet zahlreichen Tier- und Pflanzenarten eine geschützte Heimat. Hier findet man seltene Libellenarten und die vielerorts vom Aussterben bedrohte Zauneidechse. Die selten gewordene Kreuzotter lebt hier in trockenen, warmen Nischen. Auf der mit dem Südzipfel des Drüsensees verbundenen Niedermoorwiese blühen im Frühsommer unter anderem Sumpfdotterblumen und das zu den Orchideen zählende Breitblättrige Knabenkraut.